# USS Sigourney (DD-81)
«Сігурні» (англ. USS Sigourney (DD-81) — військовий корабель, ескадрений міноносець типу «Вікс» військово-морських сил США за часів Другої світової війни.
«Сігурні» був закладений 25 серпня 1917 року на верфі Fore River Shipyard у Квінсі, де 16 грудня 1917 року корабель був спущений на воду. 15 травня 1918 року він увійшов до складу ВМС США.

## Історія служби
27 травня 1918 року «Сігурні» відплив зі Сполучених Штатів, супроводжуючи військовий конвой до Франції. Після прибуття до Бреста його передали в підпорядкування командувача ВМС у Франції; і до кінця Першої світової війни есмінець супроводжував конвої через небезпечну зону, де діяли німецькі підводні човни, що простягалася приблизно в 500 милях на захід від Бреста. Під час більшості своїх ескортних походів «Сігурні» був флагманським кораблем командира сил ескорту, але підтверджених контактів з підводними човнами Німецької імперії не мав.
Після перемир'я 11 листопада корабель виконувала різні обов'язки в європейських водах, включаючи службу на початку грудня як флагман чотирьох есмінців, які супроводжували «Джордж Вашингтон» при переході морем президента Вудро Вільсона зі Сполучених Штатів до Франція для участі у Версальській мирній конференції. 26 грудня 1918 року «Сігурні» відплив з Бреста до США, 8 січня 1919 року він прибув до Бостона. Після капітального ремонту в Бостоні та літніх навчань у Ньюпорті, «Сігурні» 1 листопада 1919 року був включений до резерву флоту у Філадельфії, а 26 червня 1922 року виведений з експлуатації.

### 1940
26 листопада 1940 року переданий за угодою «есмінці в обмін на бази» Королівському ВМФ Великої Британії під назвою «Ньюпорт» (G54), де проходив службу до кінця війни.

### 1942
У березні 1942 року «Ньюпорт» супроводжував з ескадреними міноносцями «Антілоуп», «Бедсворт», «Кеппель», «Лімінгтон», «Волонтер», «Боудісіа», «Рокінгам» конвої у прибережній зоні.